# André Ory
André Ory (* 1924 in Vallorbe; † 4. Mai 2016) war ein Schweizer Lehrer, Schulleiter und Politiker (SP). In der Jurafrage gehörte er zu den einflussreichsten Antiseparatisten.

## Biografie
Ory erhielt seine Schulbildung in Lausanne, wo er auch das Gymnasium absolvierte. Anschliessend studierte er Mathematik an der ETH Zürich. Als Mathematiklehrer unterrichtete er fünf Jahre am Collège in Orbe und zwei Jahre am Gymnasium in La Chaux-de-Fonds. 1955 wurde er zum Rektor des neu eröffneten französischen Gymnasiums in Biel/Bienne bestimmt, dieses Amt übte er bis 1965 aus. Von 1964 bis 1966 war er auch als Rektor der Berufsschule am selben Ort tätig. Politisch trat Ory erstmals von 1960 bis 1962 als Sekretär für Propaganda der Parti socialiste jurassien in Erscheinung, der für die französischsprachigen Gebiete des Kantons Bern zuständigen Schwesterpartei der Berner SP. Von 1964 bis 1976 gehörte er dem Bieler Stadtrat an (1969/70 als Präsident), von 1971 bis 1973 leitete er die SP Biel.
In der Jurafrage positionierte sich Ory als entschiedener Gegner der Separatisten. Um die mögliche Abspaltung des Jura zu verhindern, stellte er sich in den Dienst der Berner Kantonsregierung. Als Leiter des kantonalen Amtes für Öffentlichkeitsarbeit (1964–1971) und später als Vizekanzler (1971–1976) prägte er in dieser Angelegenheit die Politik der Regierung wesentlich mit. Unter anderem erarbeitete er vor dem ersten Juraplebiszit ein Autonomiestatut, das im Falle einer Ablehnung der Gründung des Kantons Jura in Kraft treten sollte. Nach dem Sieg der Separatisten am 23. Juni 1974 stellte die Kantonsregierung Ory der antiseparatistischen Bewegung Force démocratique zur Verfügung, um deren Arbeit vor dem zweiten und dem dritten Juraplebiszit zu koordinieren. Auf diese Weise sollte sichergestellt werden, dass wenigstens der Süden der Region beim Kanton Bern verbleibt.
1976 liess sich Ory in Courtelary nieder. Bis 1978 war er ständiger Sekretär der «Vereinigung für verantwortungsbewusste Politik», anschliessend organisierte er den Aufbau des Gemeindeverbandes des Berner Jura, deren erster Präsident er von 1979 bis 1983 war. 1978 wurde er in den bernischen Grossen Rat gewählt, dem er bis 1986 angehörte. Neben seiner politischen Tätigkeit engagierte er sich auch als Präsident der 1980 gegründeten bernjurassischen Sektion der Kantonalen Liga für Heimatschutz. Ory hatte fünf Kinder, darunter die Neuenburger Politikerin Gisèle Ory.